# Emil Ermatinger
Emil Ermatinger (Sciaffusa, 21 maggio 1873 – Zurigo, 17 settembre 1953) è stato un filologo tedesco.

## Biografia
Ermatinger studiò filologia classica a Zurigo e Berlino. Nel 1897 ottenne il suo dottorato di ricerca presso l'Università di Zurigo. Il suo referente di dottorato era Hugo Blümner. Nel 1909 Ermatinger diventò professore di filologia germanica all'ETH di Zurigo. Dal 1912 al 1943 fu professore all'Università di Zurigo. Nel  1939 fu professore presso la Columbia University di New York City.

## Opere
- Gottfried Kellers Leben, Briefe und Tagebücher. Aufgrund der Biographie Jakob Baechtolds dargestellt, 3 vol., 1915–18.
- Die deutsche Lyrik in ihrer geschichtlichen Entwicklung von Herder bis zur Gegenwart, 2 vol., 1921.
- Das dichterische Kunstwerk. Grundbegriffe der Urteilsbildung in der Literaturgeschichte, 1921.
- Weltdeutung in Grimmelshausens Simplicius Simplizissimus, 1925.
- Barock und Rokoko in der deutschen Dichtung, 1926.
- Dichtung und Geistesleben der deutschen Schweiz, 1933.
- Deutsche Kultur im Zeitalter der Aufklärung, 1935.
- Richte des Lebens und Jahre des Wirkens. Autobiography in two volumes, 1943/45.
- Deutsche Dichter 1700–1900. Eine Geistesgeschichte in Lebensbildern, 2 vol., 1948/49.